# Женская сборная России по футболу (до 20 лет)
Женская сборная России по футболу (до 20 лет) — национальная женская футбольная сборная, представляющая Россию на чемпионатах Европы среди девушек не старше 19 лет и чемпионатах мира среди девушек не старше 20 лет. Собирается под руководством российского футбольного союза. Четыре раза играла в финальной части чемпионата Европы, лучшим достижением является победа в финале над Францией в 2005 году. В 2006 году на правах хозяйки участвовала в финале чемпионата мира где дошла до четвертьфинала, повторив успех 2004 года.

## История выступления на международных турнирах

### Чемпионаты Европы
| Финальная стадия | Финальная стадия                                   | Финальная стадия                                   | Финальная стадия                                   | Финальная стадия                                   | Финальная стадия                                   | Финальная стадия                                   | Финальная стадия                                   | Финальная стадия                                   | Финальная стадия                                   |                                                    | Квалификация                                       | Квалификация                                       | Квалификация                                       | Квалификация                                       | Квалификация                                       | Квалификация                                       | Квалификация                                       |
| Год              | Раунд                                              | Место                                              | И                                                  | В                                                  | Н                                                  | П                                                  | МЗ                                                 | МП                                                 | РМ                                                 | И                                                  | В                                                  | Н                                                  | П                                                  | МЗ                                                 | МП                                                 | РМ                                                 |                                                    |
| ---------------- | -------------------------------------------------- | -------------------------------------------------- | -------------------------------------------------- | -------------------------------------------------- | -------------------------------------------------- | -------------------------------------------------- | -------------------------------------------------- | -------------------------------------------------- | -------------------------------------------------- | -------------------------------------------------- | -------------------------------------------------- | -------------------------------------------------- | -------------------------------------------------- | -------------------------------------------------- | -------------------------------------------------- | -------------------------------------------------- | -------------------------------------------------- |
| 1998             | Не прошла квалификацию                             | Не прошла квалификацию                             | Не прошла квалификацию                             | Не прошла квалификацию                             | Не прошла квалификацию                             | Не прошла квалификацию                             | Не прошла квалификацию                             | Не прошла квалификацию                             | Не прошла квалификацию                             | Не прошла квалификацию                             | 4                                                  | 2                                                  | 0                                                  | 2                                                  | 12                                                 | 3                                                  | +9                                                 |
| 1999             | Не прошла квалификацию                             | Не прошла квалификацию                             | Не прошла квалификацию                             | Не прошла квалификацию                             | Не прошла квалификацию                             | Не прошла квалификацию                             | Не прошла квалификацию                             | Не прошла квалификацию                             | Не прошла квалификацию                             | Не прошла квалификацию                             | 2                                                  | 1                                                  | 1                                                  | 0                                                  | 16                                                 | 2                                                  | +14                                                |
| 2000             | Не прошла квалификацию                             | Не прошла квалификацию                             | Не прошла квалификацию                             | Не прошла квалификацию                             | Не прошла квалификацию                             | Не прошла квалификацию                             | Не прошла квалификацию                             | Не прошла квалификацию                             | Не прошла квалификацию                             | Не прошла квалификацию                             | 6                                                  | 2                                                  | 2                                                  | 2                                                  | 8                                                  | 5                                                  | +3                                                 |
| 2001             | Не прошла квалификацию                             | Не прошла квалификацию                             | Не прошла квалификацию                             | Не прошла квалификацию                             | Не прошла квалификацию                             | Не прошла квалификацию                             | Не прошла квалификацию                             | Не прошла квалификацию                             | Не прошла квалификацию                             | Не прошла квалификацию                             | 6                                                  | 1                                                  | 1                                                  | 4                                                  | 5                                                  | 13                                                 | −8                                                 |
| 2002             | Не прошла квалификацию                             | Не прошла квалификацию                             | Не прошла квалификацию                             | Не прошла квалификацию                             | Не прошла квалификацию                             | Не прошла квалификацию                             | Не прошла квалификацию                             | Не прошла квалификацию                             | Не прошла квалификацию                             | Не прошла квалификацию                             | 3                                                  | 1                                                  | 1                                                  | 1                                                  | 3                                                  | 5                                                  | −2                                                 |
| 2003             | Не прошла квалификацию                             | Не прошла квалификацию                             | Не прошла квалификацию                             | Не прошла квалификацию                             | Не прошла квалификацию                             | Не прошла квалификацию                             | Не прошла квалификацию                             | Не прошла квалификацию                             | Не прошла квалификацию                             | Не прошла квалификацию                             | 3                                                  | 2                                                  | 0                                                  | 1                                                  | 7                                                  | 3                                                  | +4                                                 |
| 2004             | 1/2 финала                                         |                                                    | 4                                                  | 1                                                  | 1                                                  | 2                                                  | 5                                                  | 14                                                 | −9                                                 | 6                                                  | 4                                                  | 1                                                  | 1                                                  | 22                                                 | 5                                                  | +17                                                |                                                    |
| 2005             | чемпион                                            | 1                                                  | 5                                                  | 3                                                  | 1                                                  | 1                                                  | 12                                                 | 8                                                  | +4                                                 | 6                                                  | 6                                                  | 0                                                  | 0                                                  | 33                                                 | 1                                                  | +32                                                |                                                    |
| 2006             | 1/2 финала                                         |                                                    | 4                                                  | 2                                                  | 0                                                  | 2                                                  | 8                                                  | 10                                                 | −2                                                 | 6                                                  | 6                                                  | 0                                                  | 0                                                  | 42                                                 | 3                                                  | +39                                                |                                                    |
| 2007             | Не прошла квалификацию                             | Не прошла квалификацию                             | Не прошла квалификацию                             | Не прошла квалификацию                             | Не прошла квалификацию                             | Не прошла квалификацию                             | Не прошла квалификацию                             | Не прошла квалификацию                             | Не прошла квалификацию                             | Не прошла квалификацию                             | 6                                                  | 3                                                  | 1                                                  | 2                                                  | 5                                                  | 3                                                  | +2                                                 |
| 2008             | Не прошла квалификацию                             | Не прошла квалификацию                             | Не прошла квалификацию                             | Не прошла квалификацию                             | Не прошла квалификацию                             | Не прошла квалификацию                             | Не прошла квалификацию                             | Не прошла квалификацию                             | Не прошла квалификацию                             | Не прошла квалификацию                             | 6                                                  | 3                                                  | 2                                                  | 1                                                  | 17                                                 | 10                                                 | +7                                                 |
| 2009             | Не прошла квалификацию                             | Не прошла квалификацию                             | Не прошла квалификацию                             | Не прошла квалификацию                             | Не прошла квалификацию                             | Не прошла квалификацию                             | Не прошла квалификацию                             | Не прошла квалификацию                             | Не прошла квалификацию                             | Не прошла квалификацию                             | 6                                                  | 3                                                  | 0                                                  | 3                                                  | 26                                                 | 8                                                  | +18                                                |
| 2010             | Не прошла квалификацию                             | Не прошла квалификацию                             | Не прошла квалификацию                             | Не прошла квалификацию                             | Не прошла квалификацию                             | Не прошла квалификацию                             | Не прошла квалификацию                             | Не прошла квалификацию                             | Не прошла квалификацию                             | Не прошла квалификацию                             | 6                                                  | 5                                                  | 0                                                  | 1                                                  | 16                                                 | 2                                                  | +14                                                |
| 2011             | гр. турнир                                         |                                                    | 3                                                  | 1                                                  | 1                                                  | 1                                                  | 4                                                  | 3                                                  | +1                                                 | 6                                                  | 5                                                  | 1                                                  | 0                                                  | 18                                                 | 1                                                  | +17                                                |                                                    |
| 2012             | Не прошла квалификацию                             | Не прошла квалификацию                             | Не прошла квалификацию                             | Не прошла квалификацию                             | Не прошла квалификацию                             | Не прошла квалификацию                             | Не прошла квалификацию                             | Не прошла квалификацию                             | Не прошла квалификацию                             | Не прошла квалификацию                             | 6                                                  | 1                                                  | 1                                                  | 4                                                  | 8                                                  | 9                                                  | −1                                                 |
| 2013             | Не прошла квалификацию                             | Не прошла квалификацию                             | Не прошла квалификацию                             | Не прошла квалификацию                             | Не прошла квалификацию                             | Не прошла квалификацию                             | Не прошла квалификацию                             | Не прошла квалификацию                             | Не прошла квалификацию                             | Не прошла квалификацию                             | 6                                                  | 1                                                  | 2                                                  | 3                                                  | 7                                                  | 12                                                 | −5                                                 |
| 2014             | Не прошла квалификацию                             | Не прошла квалификацию                             | Не прошла квалификацию                             | Не прошла квалификацию                             | Не прошла квалификацию                             | Не прошла квалификацию                             | Не прошла квалификацию                             | Не прошла квалификацию                             | Не прошла квалификацию                             | Не прошла квалификацию                             | 6                                                  | 4                                                  | 1                                                  | 1                                                  | 17                                                 | 5                                                  | +12                                                |
| 2015             | Не прошла квалификацию                             | Не прошла квалификацию                             | Не прошла квалификацию                             | Не прошла квалификацию                             | Не прошла квалификацию                             | Не прошла квалификацию                             | Не прошла квалификацию                             | Не прошла квалификацию                             | Не прошла квалификацию                             | Не прошла квалификацию                             | 6                                                  | 5                                                  | 0                                                  | 1                                                  | 20                                                 | 2                                                  | +18                                                |
| 2016             | Не прошла квалификацию                             | Не прошла квалификацию                             | Не прошла квалификацию                             | Не прошла квалификацию                             | Не прошла квалификацию                             | Не прошла квалификацию                             | Не прошла квалификацию                             | Не прошла квалификацию                             | Не прошла квалификацию                             | Не прошла квалификацию                             | 6                                                  | 3                                                  | 1                                                  | 2                                                  | 14                                                 | 5                                                  | +9                                                 |
| 2017             | Не прошла квалификацию                             | Не прошла квалификацию                             | Не прошла квалификацию                             | Не прошла квалификацию                             | Не прошла квалификацию                             | Не прошла квалификацию                             | Не прошла квалификацию                             | Не прошла квалификацию                             | Не прошла квалификацию                             | Не прошла квалификацию                             | 6                                                  | 1                                                  | 1                                                  | 4                                                  | 8                                                  | 14                                                 | −6                                                 |
| 2018             | Не прошла квалификацию                             | Не прошла квалификацию                             | Не прошла квалификацию                             | Не прошла квалификацию                             | Не прошла квалификацию                             | Не прошла квалификацию                             | Не прошла квалификацию                             | Не прошла квалификацию                             | Не прошла квалификацию                             | Не прошла квалификацию                             | 6                                                  | 1                                                  | 3                                                  | 2                                                  | 7                                                  | 16                                                 | −9                                                 |
| 2019             | Не прошла квалификацию                             | Не прошла квалификацию                             | Не прошла квалификацию                             | Не прошла квалификацию                             | Не прошла квалификацию                             | Не прошла квалификацию                             | Не прошла квалификацию                             | Не прошла квалификацию                             | Не прошла квалификацию                             | Не прошла квалификацию                             | 6                                                  | 3                                                  | 1                                                  | 2                                                  | 10                                                 | 6                                                  | +4                                                 |
| 2020             | Отменён после первого раунда отбора                | Отменён после первого раунда отбора                | Отменён после первого раунда отбора                | Отменён после первого раунда отбора                | Отменён после первого раунда отбора                | Отменён после первого раунда отбора                | Отменён после первого раунда отбора                | Отменён после первого раунда отбора                | Отменён после первого раунда отбора                | Отменён после первого раунда отбора                | 3                                                  | 3                                                  | 0                                                  | 0                                                  | 12                                                 | 0                                                  | +12                                                |
| 2021             | Отменён из-за пандемии COVID-19                    | Отменён из-за пандемии COVID-19                    | Отменён из-за пандемии COVID-19                    | Отменён из-за пандемии COVID-19                    | Отменён из-за пандемии COVID-19                    | Отменён из-за пандемии COVID-19                    | Отменён из-за пандемии COVID-19                    | Отменён из-за пандемии COVID-19                    | Отменён из-за пандемии COVID-19                    | Отменён из-за пандемии COVID-19                    | Отменён из-за пандемии COVID-19                    | Отменён из-за пандемии COVID-19                    | Отменён из-за пандемии COVID-19                    | Отменён из-за пандемии COVID-19                    | Отменён из-за пандемии COVID-19                    | Отменён из-за пандемии COVID-19                    | Отменён из-за пандемии COVID-19                    |
| 2022             | Отстранена после первого раунда отбора             | Отстранена после первого раунда отбора             | Отстранена после первого раунда отбора             | Отстранена после первого раунда отбора             | Отстранена после первого раунда отбора             | Отстранена после первого раунда отбора             | Отстранена после первого раунда отбора             | Отстранена после первого раунда отбора             | Отстранена после первого раунда отбора             |                                                    | 3                                                  | 1                                                  | 1                                                  | 1                                                  | 2                                                  | 2                                                  | 0                                                  |
| 2023             | Отстранена из-за вооружённого конфликта с Украиной | Отстранена из-за вооружённого конфликта с Украиной | Отстранена из-за вооружённого конфликта с Украиной | Отстранена из-за вооружённого конфликта с Украиной | Отстранена из-за вооружённого конфликта с Украиной | Отстранена из-за вооружённого конфликта с Украиной | Отстранена из-за вооружённого конфликта с Украиной | Отстранена из-за вооружённого конфликта с Украиной | Отстранена из-за вооружённого конфликта с Украиной | Отстранена из-за вооружённого конфликта с Украиной | Отстранена из-за вооружённого конфликта с Украиной | Отстранена из-за вооружённого конфликта с Украиной | Отстранена из-за вооружённого конфликта с Украиной | Отстранена из-за вооружённого конфликта с Украиной | Отстранена из-за вооружённого конфликта с Украиной | Отстранена из-за вооружённого конфликта с Украиной | Отстранена из-за вооружённого конфликта с Украиной |
| Всего            | 4/24                                               | 1 титул                                            | 16                                                 | 7                                                  | 3                                                  | 6                                                  | 29                                                 | 35                                                 | −6                                                 |                                                    | 126                                                | 67                                                 | 21                                                 | 36                                                 | 335                                                | 135                                                | +200                                               |

### Чемпионаты мира
| Год   | Раунд                                              | Место                                              | И                                                  | В                                                  | Н                                                  | П                                                  | МЗ                                                 | МП                                                 | РМ                                                 |                                                    |
| ----- | -------------------------------------------------- | -------------------------------------------------- | -------------------------------------------------- | -------------------------------------------------- | -------------------------------------------------- | -------------------------------------------------- | -------------------------------------------------- | -------------------------------------------------- | -------------------------------------------------- | -------------------------------------------------- |
| 2002  | Не прошла квалификацию                             | Не прошла квалификацию                             | Не прошла квалификацию                             | Не прошла квалификацию                             | Не прошла квалификацию                             | Не прошла квалификацию                             | Не прошла квалификацию                             | Не прошла квалификацию                             | Не прошла квалификацию                             | Не прошла квалификацию                             |
| 2004  | 1/4 финала                                         |                                                    | 4                                                  | 1                                                  | 1                                                  | 2                                                  | 7                                                  | 11                                                 | −4                                                 |                                                    |
| 2006  | 1/4 финала                                         |                                                    | 4                                                  | 1                                                  | 2                                                  | 1                                                  | 4                                                  | 7                                                  | −3                                                 |                                                    |
| 2008  | Не прошла квалификацию                             | Не прошла квалификацию                             | Не прошла квалификацию                             | Не прошла квалификацию                             | Не прошла квалификацию                             | Не прошла квалификацию                             | Не прошла квалификацию                             | Не прошла квалификацию                             | Не прошла квалификацию                             | Не прошла квалификацию                             |
| 2010  | Не прошла квалификацию                             | Не прошла квалификацию                             | Не прошла квалификацию                             | Не прошла квалификацию                             | Не прошла квалификацию                             | Не прошла квалификацию                             | Не прошла квалификацию                             | Не прошла квалификацию                             | Не прошла квалификацию                             | Не прошла квалификацию                             |
| 2012  | Не прошла квалификацию                             | Не прошла квалификацию                             | Не прошла квалификацию                             | Не прошла квалификацию                             | Не прошла квалификацию                             | Не прошла квалификацию                             | Не прошла квалификацию                             | Не прошла квалификацию                             | Не прошла квалификацию                             | Не прошла квалификацию                             |
| 2014  | Не прошла квалификацию                             | Не прошла квалификацию                             | Не прошла квалификацию                             | Не прошла квалификацию                             | Не прошла квалификацию                             | Не прошла квалификацию                             | Не прошла квалификацию                             | Не прошла квалификацию                             | Не прошла квалификацию                             | Не прошла квалификацию                             |
| 2016  | Не прошла квалификацию                             | Не прошла квалификацию                             | Не прошла квалификацию                             | Не прошла квалификацию                             | Не прошла квалификацию                             | Не прошла квалификацию                             | Не прошла квалификацию                             | Не прошла квалификацию                             | Не прошла квалификацию                             | Не прошла квалификацию                             |
| 2018  | Не прошла квалификацию                             | Не прошла квалификацию                             | Не прошла квалификацию                             | Не прошла квалификацию                             | Не прошла квалификацию                             | Не прошла квалификацию                             | Не прошла квалификацию                             | Не прошла квалификацию                             | Не прошла квалификацию                             | Не прошла квалификацию                             |
| 2020  | Отменён из-за пандемии COVID-19                    | Отменён из-за пандемии COVID-19                    | Отменён из-за пандемии COVID-19                    | Отменён из-за пандемии COVID-19                    | Отменён из-за пандемии COVID-19                    | Отменён из-за пандемии COVID-19                    | Отменён из-за пандемии COVID-19                    | Отменён из-за пандемии COVID-19                    | Отменён из-за пандемии COVID-19                    | Отменён из-за пандемии COVID-19                    |
| 2022  | Отстранена из-за вооружённого конфликта с Украиной | Отстранена из-за вооружённого конфликта с Украиной | Отстранена из-за вооружённого конфликта с Украиной | Отстранена из-за вооружённого конфликта с Украиной | Отстранена из-за вооружённого конфликта с Украиной | Отстранена из-за вооружённого конфликта с Украиной | Отстранена из-за вооружённого конфликта с Украиной | Отстранена из-за вооружённого конфликта с Украиной | Отстранена из-за вооружённого конфликта с Украиной | Отстранена из-за вооружённого конфликта с Украиной |
| Всего | 2/10                                               | —                                                  | 8                                                  | 2                                                  | 3                                                  | 3                                                  | 11                                                 | 18                                                 | −7                                                 |                                                    |

1. 1 2  В ничьи включены также матчи плей-офф, которые завершились послематчевыми пенальти.